# Завада (Топољчани)
Завада (слч. Závada) насељено је мјесто са административним статусом сеоске општине (слч. obec) у округу Топољчани, у Њитранском крају, Словачка Република.

## Становништво
| Година:    | 1994. | 2004.   | 2014. | 2024.   |
| ---------- | ----- | ------- | ----- | ------- |
| Број људи: | 702   | 640     | 576   | 570     |
| Разлика:   |       | -8,83 % | -10 % | -1,04 % |

| Година:    | 2023. | 2024.   |
| ---------- | ----- | ------- |
| Број људи: | 571   | 570     |
| Разлика:   |       | -0,17 % |

Према подацима о броју становника из 2024. године насеље је имало 570 становника.